# Lotononis dichiloides
Lotononis dichiloides är en ärtväxtart som beskrevs av Otto Wilhelm Sonder. Lotononis dichiloides ingår i släktet Lotononis och familjen ärtväxter. Inga underarter finns listade i Catalogue of Life.